# Киевский государственный завод «Буревестник»
Киевский государственный завод «Буревестник» (укр. Київський державний завод «Буревісник») — предприятие военно-промышленного комплекса Украины, которое специализируется на морском приборостроении, производстве и ремонте радиолокационных систем, а также производит продукцию гражданского назначения.
Входит в перечень предприятий, имеющих стратегическое значение для экономики и безопасности Украины.

## История

### 1967—1991
Завод «Буревестник» был основан в 1967 году с целью разработки и производства сложных радиолокационных систем для     судостроительной промышленности СССР. Он стал важным звеном в советской оборонной промышленности, специализируясь на создании радиоэлектронных систем наблюдения, которые использовались для обеспечения безопасности и контроля на море. Эти системы применялись на различных типах кораблей, включая подводные лодки и военные суда, и обеспечивали эффективное управление боевыми операциями на флоте.
Одним из ключевых продуктов завода были радиолокационные станции [[РЛС]], которые позволяли точно отслеживать цели на больших расстояниях и в сложных условиях. Эти системы активно использовались на флотах Советского Союза, охватывая различные типы вооружений и корабельной техники.
Завод «Буревестник» был не только важным производителем радиоэлектронной продукции для флотских нужд, но и участвовал в развитии и модернизации военной техники для всех видов флота СССР. Продукция завода помогала обеспечивать высокую боеспособность советских военно-морских сил и сохранять их конкурентоспособность в условиях глобальной гонки вооружений того времени. Завод был известен своими автоматами, пистолетами-пулеметами и другими видами стрелкового оружия, которые использовались вооруженными силами Советского Союза.Боеприпасы: Важной частью производства были патроны и артиллерийские снаряды, которые поставлялись в армию.Минометы и артиллерийские системы: Завод активно участвовал в разработке и производстве минометов для разных типов войск.Военная техника: Помимо оружия и боеприпасов, «Буревестник» также занимался созданием различных типов военных машин и транспортных средств, в том числе бронетехники и специализированных автомобилей для нужд армии.

### После 1991
После провозглашения независимости Украины завод стал ведущим предприятием Украины в области сложного морского приборостроения.
В 1996—2002 годы на заводе был разработан модернизированный вариант радиолокационной станции МР-244 «Экран», который получил наименование «Буревісник». В 2002 году на мысе Сарыч в Крыму начались испытания РЛС, по результатам которых в 2006 году РЛС поступила на вооружение пограничной службы Украины (двигатели для РЛС были изготовлены на одесском предприятии «Электротехника — Новые технологии»).
Всего в 2006 году государственная пограничная служба Украины закупила 20 радиолокационных станций «Буревестник-1» для береговых постов наблюдения.
По состоянию на начало 2008 года, завод имел возможность:
- выпускать радиолокационные станции «Буревестник-1» для установки на морские суда и береговые посты наблюдения[1]
- выпускать высокотехнологичную медицинскую аппаратуру (аппараты искусственной вентиляции легких, медицинские паровые стерилизаторы), медицинское оборудование, специальную медицинскую мебель[1]
- производить ремонт и техническое обслуживание радиолокационной, навигационной аппаратуры, а также медицинского оборудования[1]

Кроме того, до начала 2008 года завод продолжал разрабатывать на основе функциональной схемы РЛС «Буревестник-1» двухчастотную радиолокационную станцию «Буревестник-3» (передвижной вариант РЛС для обнаружения малоразмерных объектов на шасси грузовой автомашины). Однако с 2008 года завод практически прекратил производственную деятельность.
В 2010 году чистая прибыль завода составила 12 тыс. гривен, чистый доход — 2,942 млн гривен, убытки — 3,344 млн гривен.
После создания в декабре 2010 года государственного концерна «Укроборонпром», в соответствии с постановлением Кабинета министров Украины № 374 от 6 апреля 2011 года завод вошёл в состав концерна.
К концу августа 2011 года задолженность завода по заработной плате сотрудникам предприятия составляла 16,8 млн гривен.
30 ноября 2011 года хозяйственный суд Киева возбудил дело о банкротстве завода, распорядителем имущества завода был назначен арбитражный управляющий. Инициатором банкротства завода выступило структурное обособленное подразделение «Энергосбыт Киевэнерго» ОАО «Киевэнерго».
В марте 2012 года государственная финансовая инспекция выявила финансовые нарушения в деятельности завода в период с 1 апреля 2009 по 1 октября 2011 года — на общую сумму 15,478 млн гривен.
К маю 2012 года завод занял второе место по размеру задолженности среди всех предприятий Украины, только задолженность завода по заработной плате сотрудникам предприятия составляла почти 17 млн гривен.
В начале 2015 года, ГК «Укроборонпром» объявил о том, что концерном принято решение о сохранении кадрового, научно-производственного и технологического потенциала завода, начата выплата задолженности по заработной плате и оптимизация персонала — часть работников была сокращена с соблюдением требований трудового законодательства, часть — переведена на ГП НИИ «Квант», часть — оставлена на «Буревестнике», чтобы обеспечивать производственные процессы. Тем не менее, завод находился на грани закрытия — предприятие работало один день в неделю, а заработную плату сотрудникам не выплачивали на протяжении нескольких месяцев.
8 октября 2021 года началось рассмотрение вопроса о передаче завода из состава концерна "Укроборонпром" в ведение Фонда государственного имущества Украины.